# Pseudagrion renaudi
Pseudagrion renaudi – gatunek ważki z rodziny łątkowatych (Coenagrionidae).